# Benedikt IX.
Benedikt IX. (asi 1012?, Řím – zemřel mezi roky 1055 a 1085?) byl papežem ve třech obdobích (1032–1044, 1045 a 1047–1048). Vlastním jménem Teofylaktus III., hrabě tuskulský. Vzhledem ke svému chování (zejména prodeji úřadů) bývá různými osobnostmi velmi negativně hodnocen. Byl homosexuál. Také trval na tom, že český kníže Břetislav I. by měl založit klášter jako pokání za to, že si z Polska odnesl ostatky svatého Vojtěcha. Benedikt IX. byl papežem celkem třikrát a každý jeho pontifikát je katolickou církví uznáván za legitimní. Není náhodou, že byl svými příbuznými natolik protežován – jeho předchůdci Jan XIX. a Benedikt VIII. byli jeho strýcové. 

## Život
Teofylaktův otec Alberich III. podplatil významné římské duchovní, aby se jeho syn mohl stát papežem. Teofylakt tak byl vysvěcen roku 1032 (nebo 1033), ve velmi mladém věku. Již někteří Benediktovi současníci se hrozili nad zkažeností tohoto papeže. Byl obviňován z vražd, zlodějství a různých oplzlostí. Roku 1038 se Benedikt setkal s císařem Konrádem II. kvůli neposlušnosti milánského arcibiskupa Heriberta. Ten se dostal kvůli svým tvrdým praktikám do sporu se svými leníky. Těm předchozího roku udělil Konrád II. jejich léna jako dědičná, což arcibiskup Heribert nemínil uznat. Konrád II. se snažil dobýt Milán, což se mu nepodařilo. Arcibiskup Heribert poukazoval na papežovu zkaženost, každopádně tandem Benedikt IX. - Konrád II. se ukázal jako úspěšný: Papež vzdorného arcibiskupa exkomunikoval. Konrád II. však roku 1039 podlehl moru, čímž Benedikt IX. přišel o spojence.
Mezi lety 1044–1045 došlo v Římě ke vzpouře lidu. Papež byl vyhnán a nahrazen jiným – Silvestrem III. Římskokatolickou církví je Silvestr III. uznáván jako legitimní papež. Benedikt IX. se do Říma ještě téhož roku vrátil, Silvestra III. vyhnal a zhruba o měsíc později svůj úřad prodal arciknězi Janu Gratianovi, a to za ohromnou sumu 1000–1500 liber stříbra. Jan Gratian přijal papežské jméno Řehoř VI. Z iniciativy císaře Jindřicha III. byl svolán 20. 12. 1046 koncil, který sesadil papeže a zvolil nového – Klementa II. Avšak Klementem II. nebyl Benedikt IX. zcela odsunut, neboť v říjnu roku 1047 Klement II. zemřel a Benedikt IX. znovu (potřetí) obsadil papežský stolec, ze kterého byl vyhnán císařskými posly v červenci 1048. Místo něj byl dosazen na papežský trůn Damasus II., bývalý biskup z Brixenu, vládnoucí 23 dní. Není jisté, zda Damasa II. zabila malárie nebo někdo od Benedikta IX. Benedikt IX. se však již papežem znovu nestal, ale stáhl se na své hrady. Svatý Petr Damiani napsal, že skonal v nekajícnosti. Dle jiných pramenů se uchýlil do kláštera Grottaferrata, kde se ze svých hříchů kál. Zemřel někdy v 50. letech 11. století, možná později.

## Zajímavosti

### Svědectví kronikáře Kosmy
Pozoruhodné svědectví o papeži Benediktu IX. a jeho kardinálech podává kanovník Kosmas ve své kronice. Na podzim roku 1039 dorazilo do Říma poselství knížete Břetislava I. a biskupa Šebíře, které mělo původně jednat o povýšení pražského biskupství na arcibiskupství. Už tyto snahy, praví Kosmas, byly „více dary podmazané, nežli slovy výmluvnosti uhlazené". Ale mezi tím došly do Říma stížnosti na Břetislavovu výpravu do Polska v létě 1039, při níž Češi ukořistili ostatky svatého Vojtěcha a došlo k loupení církevního majetku. Papež Benedikt IX. byl vyzýván k sesazení Břetislava I. i biskupa Šebíře a k vyhlášení klatby. Místo jednání o arcibiskupství musili poslové čelit žalobám. Naštěstí pro Čechy patřil Benedikt IX. „k snad nejprodejnějším a nejméně zásadovým papežům raného středověku". Kosmas vypravuje, jak čeští poslové obešli kardinály, „penězi podplatili jejich chytrost, zlatem podvrátili spravedlnost, platem vykoupili milost a dary zmírnili soudní nález". A tak vyzněl papežův výrok pro Břetislava a Šebíře neobyčejně příznivě. Papež přiznal Čechům, že jednali v dobrém úmyslu, a vlastně nic z důsledků polské výpravy zásadně neodsoudil. Ostatky svatého Vojtěcha, ač byly vojenskou kořistí, Čechům neodňal. Nad knížetem byl vynesen pouhý trest pokání: měl ve Staré Boleslavi vystavět chrám svatého Václava a založit u něho kolegiátní kapitulu, kterou musil obdařit dostatečným majetkem, z něhož pak měly být hrazeny potřeby kanovníků. Kníže tak učinil a biskup Šebíř kostel vysvětil již v roce 1046.

### Báseň J. S. Machara
Josef Svatopluk Machar vydal cyklus básnických sbírek Svědomím věků, v němž se pokusil epickou i lyrickou formou podat duchovní atmosféru jednotlivých historických údobí od nejstarší časů po současnost. Jedním ze svazků tohoto cyklu je sbírka Barbaři (1911), ve které je obsažena i báseň Papež Benedikt IX. Básník v ní papeže zobrazil jako velikého hříšníka a později kajícníka v klášteře Grottaferrata.
Byl papežem již od svých dětských let.
To místo poskvrnil i celý svět,
že Satan nemoh rozsít více běd.
J. S. Machar, Papež Benedikt IX., úryvek

### Externí odkazy

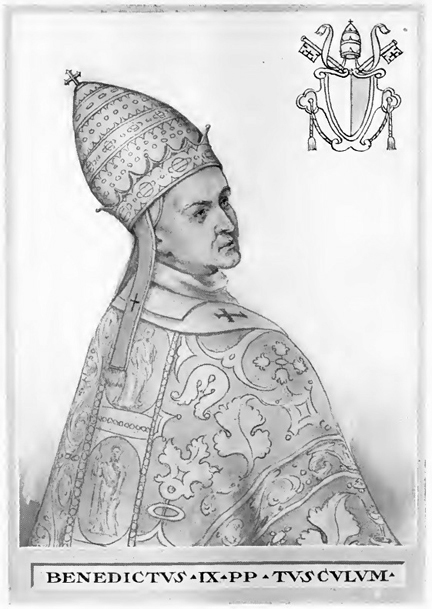
Ilustrace zobrazující papeže Benedikta IX.